# 科德利埃城门
科德利埃城门（Porte des Cordeliers de Loches）是一个古老的城门，位于法国中央-卢瓦尔河谷大区安德尔-卢瓦尔省的洛什中世纪城墙的东侧，纺纱滨河路（quai de la Filature）和桥街（rue des Pont）的拐角处，安德尔河的岸边，靠近老磨坊，控制通往西班牙的老路。
它的名字来源于附近的科德利埃修道院。

## 历史
科德利埃城门建于15世纪。
1886年7月12日列为法国历史遗迹。